# Джеймс Логан Джонс (молодший)
Дже́ймс Ло́ган Джо́нс-молодший (англ. James L. Jones Jr; нар. 19 грудня 1943, Канзас-Сіті, Міссурі) — американський військовослужбовець, командувач Корпусу морської піхоти США (1999—2003), Верховний головнокомандувач ОЗС НАТО в Європі (2003—2006), Голова незалежної комісії Конгресу з безпеки в Іраку (у 2007 році), Спеціальний посланець Державного департаменту США з питань безпеки на Близькому Сході (у 2007 році), Голова атлантичної ради США (2007—2009), Радник Президента США з національної безпеки (2009—2010), генерал у відставці.

## Ранні роки
Джеймс Джонс-молодший — син Джеймса Джонса-старшого, морського піхотинця, а також племінник Вільяма Джонса, генерал-лейтенанта, який здобув славу у ході Другої світової, корейської та в'єтнамської воєн. Батько Джеймса був офіцером із групи спостерігачів морської піхоти. Пізніше очолював розвідувальний батальйон амфібій. Джонс-молодший провів свої ранні роки у Франції, де закінчив американську школу в Парижі, а після чого повернувся у Сполучені Штати для того, щоб завершити навчання у школі іноземної служби Едмунда Уолша (Джорджтаунський університет). У 1966 році отримав ступінь бакалавра.

## Військова служба
У січні 1967 року Джонс був зарахований у Корпус морської піхоти США, де отримав звання другого лейтенанта. У жовтні 1967 року, після закінчення базової школи на базі морської піхоти Куантіко (штат Вірджинія), він був направлений до В'єтнаму, де очолив взвод, а потім роту Golf 2-го батальйону 3-го полку морської піхоти. У червні 1968 року він отримав звання першого лейтенанта.
У грудні 1968 року Джонс повернувся до США і був призначений у Кемп-Пендлтон (Каліфорнія). У травні 1970 року переведений ротним командиром до Вашингтона. Під час служби на цій посаді в грудні 1970 року він отримав звання капітана.
У листопаді 1974 року його переведно у 3-й дивізіон морської піхоти, яка знаходилася на базі Батлер (Окінава, Японія). До грудня 1975 року Джеймс командував ротою 2-го батальйону 9-го полку морської піхоти.
З січня 1976 по серпень 1979 рр. Джонс служив у штабі Корпусу морської піхоти. А вже у липні 1977 року він отримав звання майора. Опісля його було призначено офіцером зв'язку морської піхоти в Конгресі США. Цей пост він обіймав аж до липня 1984. У вересні 1982 року він отримав звання підполковника.
Навчався у Національному військовому коледжі. Закінчивши навчання в червні 1985 року і аж по липень 1987, він очолював 3-й батальйон 9-го полку 1-ї дивізії морської піхоти в Кемр-Пендлтон (Каліфорнія).
У серпні 1987 року Джонс повернувся до штабу Корпусу морської піхоти, в якому служив старшим ад'ютантом командувача Корпусу. У квітні 1988 року він отримав звання полковника, а в лютому 1989 — став військовим секретарем командувача Корпусу.
З серпня 1990 року його призначено командиром 24-го експедиційного загону на базі морської піхоти Lejeune (Північна Кароліна). Командуючи загоном, він брав участь в операції Provide Comfort (північний Ірак).
З 23 квітня 1992 року — бригадний генерал.
З 15 липня 1992 року — заступник головнокомандувача силами НАТО в Європі. Начальник штабу гуманітарної операції Provide Promise, яка проводилася в Боснії, Герцеговині та Македонії.
Повернувся до Сполучених Штатів і в липні 1994 року отримав звання генерал-майора. У цьому ж році очолив 2-у дивізію морської піхоти атлантичного командування.
У 1996 році призначений директором експедиційного військового дивізіону в управлінні керівника військово-морськими операціями. Потім призначений заступником начальника штабу планування, політики та операцій штабу морської піхоти у Вашингтоні. 18 липня 1996 року Джеймс переведений у генерал-лейтенанти і призначений військовим помічником міністра оборони США.

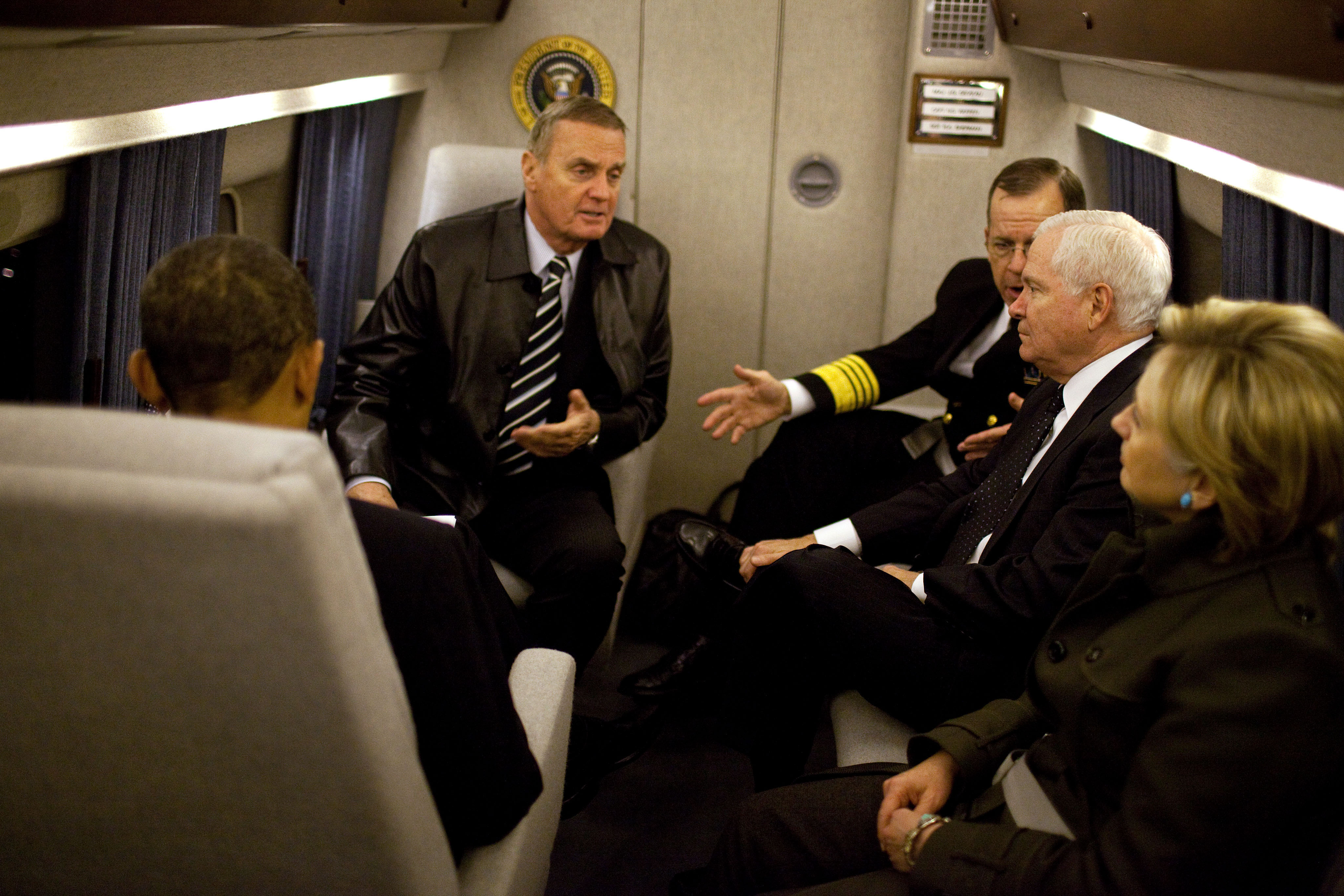
Джеймс Джонс, Барак Обама та Гілларі Клінтон у президентському літаку

21 квітня 1999 року призначений 32-м командувачем Корпусу морської піхоти. 30 липня 1999 року отримав звання генерала морської піхоти. Перебував на посаді командувача Корпусу аж до січня 2003, передавши цей пост генералу Майклу Хаге.
16 січня 2003 призначений верховним головнокомандувачем об'єднаними збройними силами НАТО в Європі (він став першим генералом морської піхоти, що зайняв цю посаду).
У лютому 2007 року він подав у відставку.
У 2009 році повернувся до державної служби. 20 січня 2009 року Джонс обійняв посаду Радника Президента США з національної безпеки.

## Бізнес-сфера
Після відставки Джонс став президентом інституту енергії 21-століття (філія Торгової палати США), а з червня 2007 був головою ради директорів американської атлантичної ради.
З червня 2007 по грудень 2008 — член ради директорів компанії Боїнг.
З травня 2008 по грудень 2008 — член ради директорів енергетичної корпорації Chevron.
З жовтня 2007 по січень 2009 — член ради директорів компанії Cross Match Technologies.

## Нагороди
| Стрічка | Назва                                                       |
|         | Медаль за видатну службу в Збройних силах                   |
|         | Срібна Зірка                                                |
|         | Легіон Заслуг                                               |
|         | Бронзова Зірка                                              |
|         | Бойова стрічка                                              |
|         | Подяка Президента США                                       |
|         | Нагорода за видатну єдність частини                         |
|         | Подяка частині військово-морського флоту                    |
|         | Відзнака за видатні заслуги                                 |
|         | Медаль за службу Національній розвідці                      |
|         | Медаль за службу національній обороні                       |
|         | Експедиційна медаль                                         |
|         | Медаль за службу у В'єтнамі                                 |
|         | Медаль за участь у війні в Затоці                           |
|         | Медаль за службу в Збройних силах                           |
|         | Медаль за гуманітарну допомогу                              |
|         | Відзнака за службу в морі                                   |
|         | Відзнака за службу за кордоном                              |
|         | Медаль «За службу в НАТО»                                   |
|         | Медаль НАТО «Колишня Югославія»                             |
|         | Хрест «За хоробрість» (Південний В'єтнам)                   |
|         | Командор Ордену Почесного легіону (Франція)                 |
|         | Орден «За заслуги» (Франція)                                |
|         | Хрест за видатну службу (Канада)                            |
|         | Військовий орден Італії                                     |
|         | Орден Орлиного хреста (Естонія)                             |
|         | Орден Великого князя Литовського Гядімінаса                 |
|         | Орден Авіса (Польща)                                        |
|         | Орден «За заслуги перед Федеративною Республікою Німеччина» |
|         | Хрест «За хоробрість підрозділу» (Південний В'єтнам)        |
|         | Медаль «За цивільні дії підрозділу» (Південний В'єтнам)     |
|         | Медаль в'єтнамської кампанії                                |
|         | Медаль Визволення (Кувейт)                                  |